# Robledillo de Gata
Robledillo de Gata és un municipi de la província de Càceres, a la comunitat autònoma d'Extremadura (Espanya).

## Demografia

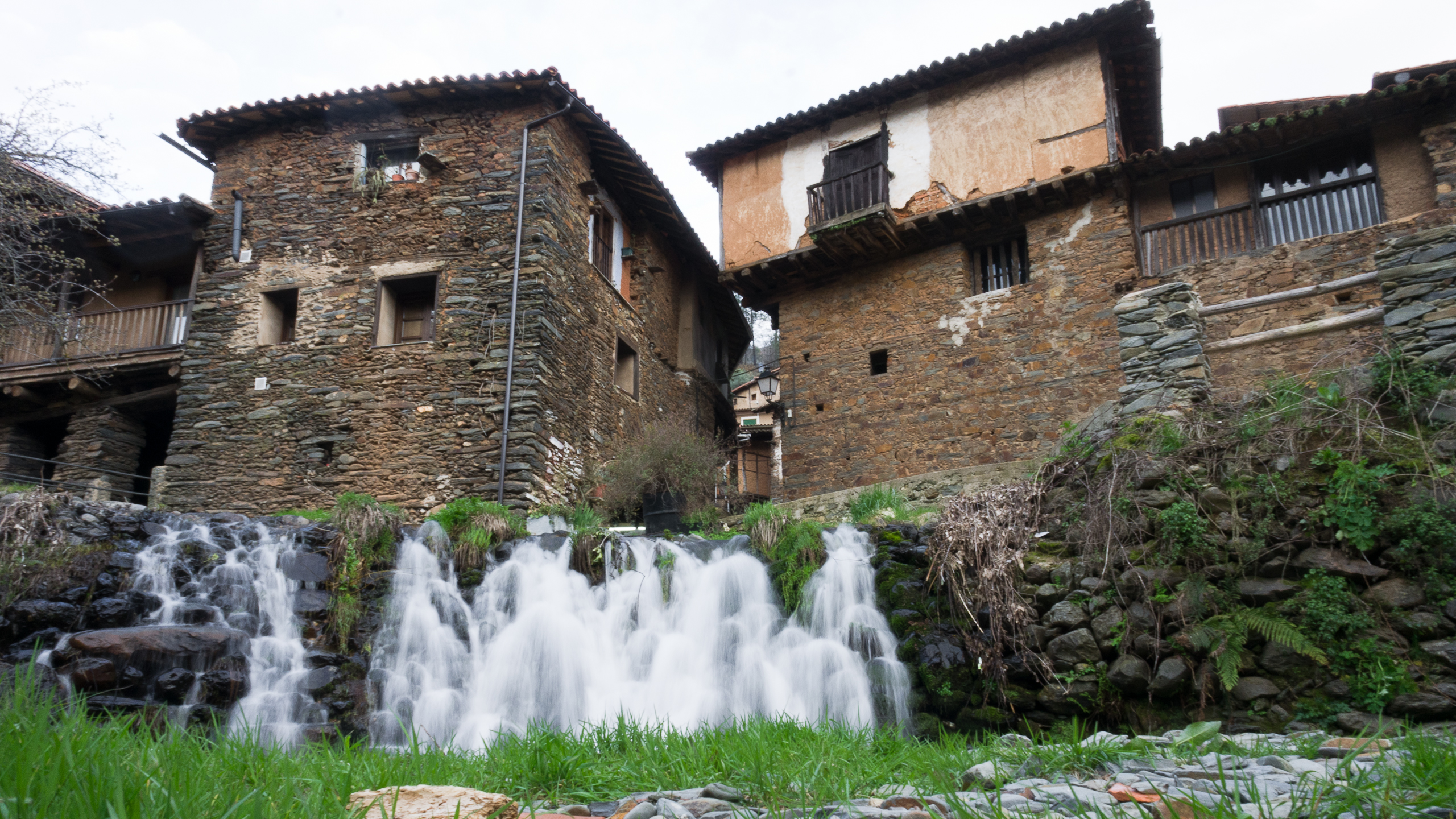
Robledillo de Gata des del riu

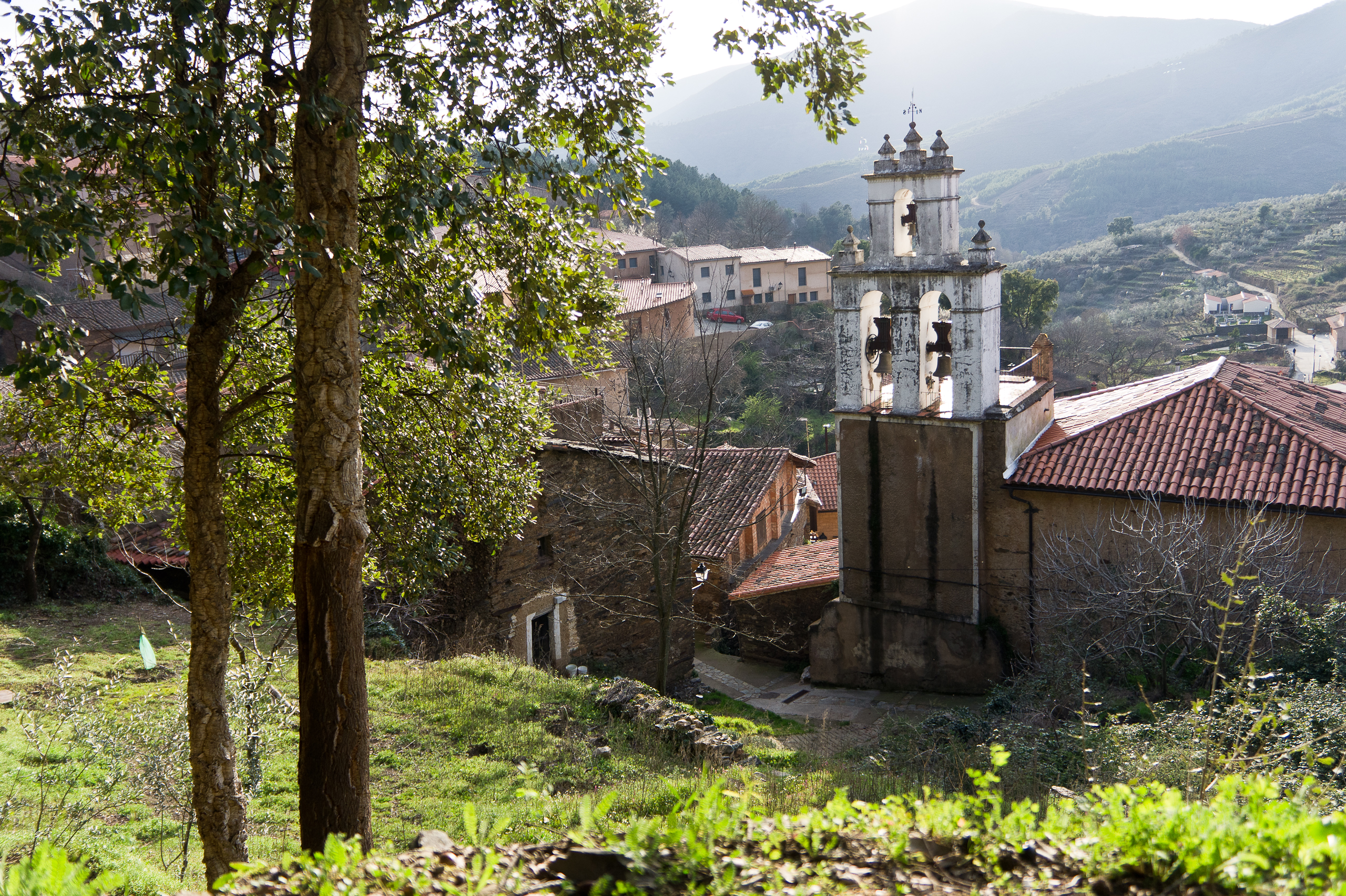
Església parroquial

| 2001 | 2002 | 2003 | 2004 | 2005 | 2006 |
| ---- | ---- | ---- | ---- | ---- | ---- |
| 170  | 164  | 161  | 154  | 141  | 136  |